# Lalsot
Lalsot è una suddivisione dell'India, classificata come municipality, di 28.278 abitanti, situata nel distretto di Dausa, nello stato federato del Rajasthan. In base al numero di abitanti la città rientra nella classe III (da 20.000 a 49.999 persone).

## Geografia fisica
La città è situata a 26° 34' 0 N e 76° 19' 60 E e ha un'altitudine di 297 m s.l.m..

## Società

### Evoluzione demografica
Al censimento del 2001 la popolazione di Lalsot assommava a 28.278 persone, delle quali 14.670 maschi e 13.608 femmine. I bambini di età inferiore o uguale ai sei anni assommavano a 5.141, dei quali 2.754 maschi e 2.387 femmine. Infine, coloro che erano in grado di saper almeno leggere e scrivere erano 16.611, dei quali 10.407 maschi e 6.204 femmine.